# Sustitución disociativa
La sustitución disociativa describe una trayectoria de reacción por la que los compuestos intercambian ligandos. El término es aplicado comúnmente a complejos de coordinación y organometálicos, pero se asemeja al mecanismo SN1 en química orgánica. La trayectoria opuesta es la sustitución asociativa, que es análoga a la trayectoria SN2. Existen trayectorias intermedias entre los mecanismos disociativo puro y asociativo puro, estos son llamados mecanismos de intercambio.
Las trayectorias disociativas están caracterizadas por una etapa limitante de reacción que involucra la liberación de un ligando desde la esfera de coordinación del metal que sufre la sustitución. La concentración del nucleófilo sustituyente no ejerce influencia en esta velocidad. Puede detectarse un intermediario de número de coordinación reducido. Los complejos que sufren sustitución disociativa frecuentemente son coordinativamente insaturados y frecuentemente muestran geometría molecular octaédrica. La entropía de activación es característicamente positiva para estas reacción, lo que indica que el desorden en el sistema reaccionante se incrementa en la etapa limitante de la reacción.

## Trayectoria de intercambio disociativo
Las trayectorias de intercambio se aplican a reacciones de sustitución donde no se observan intermediarios, lo que es más común que las trayectorias de disociación puras. Si la velocidad de reacción es insensible a la naturaleza del nucleófilo atacante, el proceso es denominado intercambio disociativo, abreviado Id. Un proceso ilustrativo proviene de la "anación" (reacción con el anión) de los complejos de cobalto(III):
[Co(NH3)5(H2O)]3+  +  SCN- {\displaystyle {\overrightarrow {\leftarrow }}}  {[Co(NH3)5(H2O)], NCS}2+
{[Co(NH3)5(H2O)], NCS}2+ {\displaystyle {\overrightarrow {\leftarrow }}}  [Co(NH3)5NCS]2+  +  H2O

## Intercambio de agua
El intercambio entre agua bruta y agua de coordinación es de interés fundamental como una medida de la labilidad cinética intrínseca de los iones metálicos. Esta velocidad es relevante a la toxicidad, catálisis, efectos en resonancia magnética nuclear, y otros. Muchos monocationes y dicationes metálicos forman complejos octaédricos acuo. La mayoría de estos procesos de intercambio suceden por medio de una trayectoria de intercambio que tiene un carácter más o menos disociativo. Las velocidades varían por un factor de 1018, siendo que [Ir(H2O)6]3+ es el más lento, y [Na(H2O)6]+ uno de los más rápidos. La carga influye significativamente en las velocidades, pero también son importantes algunos efectos no electrostáticos.

## Mecanismo Sn1CB
La velocidad de la hidrólisis de los complejos de halogenuro y amino de cobalto(III) es engañosa, pareciendo ser asociativa, pero procediendo en realidad por una trayectoria alterna. La hidrólisis de [Co(NH3)5Cl]2+ sigue una cinética de segundo orden: la velocidad aumenta linealmente con la concentración de hidróxido, así como del complejo inicial. Basándose en esta información, parecería ser que las reacciones proceden vía un ataque nucleofílico al hidróxido del anión hidróxido al cobalto. Sin embargo, los estudios muestran que el hidróxido deprotona un ligando NH3 para producir la base conjugada del complejo inicial, o sea, [Co(NH3)4(NH2)Cl]+. En este monocatión, el anión cloruro se disocia espontáneamente. Esta trayectoria es denominada mecanismo Sn1CB.